# Making＊Lovers
《Making＊Lovers》是由SMEE製作於2017年11月24日發售的戀愛冒險類型成人遊戲，2018年發售兩部Fandisc《Making＊Lovers 激イチャアフターストーリー》，2021年6月25日發售HD版。2019年7月25日由ENTERGRAM發售PlayStation 4版和PlayStation Vita版。

## 故事
小鳥遊和馬由於重視交往的「過程」而一直沒有女朋友，由於父母的催促與妹妹的說服下而有所轉變，決定開始主動積極尋找女朋友，在透過朋友翔的介紹參加聯誼。

## 角色
小鳥遊和馬
本作的男主角。從大學時代開始獨居，大學畢業後從事網頁設計的工作，不過就職於太過黑心的企業，沒多久便決定離職，故本作一開始即為飛特族。
小鳥遊亞子（聲優：羽鳥いち）
和馬的義妹，從小學時與和馬一起同住。
鳴瀬咲（聲優：月野きいろ）
成績優秀的大小姐，任職氣象預報員的工作，因為雙方都聯誼對象同時放鴿子而誤打誤撞相識。
鹿目玲菜（聲優：森谷實園）
現役的女學生模特兒，因為一場車禍而與男主相識。
北大路可憐（聲優：北見六花）
和馬大學時代在社團所認識的女性。
月野真白
船上餐廳「利維坦」的女服務生，和馬的鄰居。

## 主題曲
片頭曲「Girls' Carnival」
作詞：，作曲、編曲：，主唱：
片尾曲「Indigo Star」
作詞：，作曲：柊巽，編曲：柊巽、米澤、，主唱：佐佐木詩織

## 評價
《Making＊Lovers》在2017年度萌系遊戲大賞中獲得月間賞、準大獎並且在年度排行榜獲得第五名，另外在Getchu.com舉辦的美少女遊戲大賞2017中獲得綜合部門第3名、系統部門第8名、音樂部門第5名、影片部門第8名、角色部門北大路可憐第2名。2024年發行的PC中文HD版，獲得HIKARI FIELD STORE的「2024年发行新品销量冠军」。

## 外部連結
- 日文版官方網站 （页面存档备份，存于）（日語）
- 中文版官方網站 （页面存档备份，存于）（简体中文）
- 英文版官方網站 （页面存档备份，存于）（英文）
- PS4/PSV官方網站 （页面存档备份，存于）（日語）
- Fandisc官方網站 （页面存档备份，存于）（日語）